# Good Life (G-Eazy e Kehlani)
Good Life è un singolo del rapper statunitense G-Eazy e della cantautrice statunitense Kehlani, pubblicato il 17 marzo 2017 come terzo estratto dalla colonna sonora del film Fast & Furious 8.

## Video musicale
Il videoclip di Good Life è stato girato a Downtown Los Angeles e reso disponibile sul canale YouTube di Kehlani il 17 marzo 2017. Alcune scene del film appaiono nel video con la partecipazione degli attori Vin Diesel, Jason Statham, Michelle Rodriguez, Kurt Russell, Scott Eastwood, Nathalie Emmanuel, Dwayne Johnson, Tyrese Gibson, Eden Estrella e Ludacris.

## Tracce
Testi e musiche di Gerald Gillum, Kehlani Parrish, Benjamin Diehl, Marco Rodriguez Diaz, Jason Evigan, Holly Hafermann, Justin Franks, Daniel Majic, Andrew Thomas, Moses Davis, Steven Marsden, Vanessa Carlton, Dean Mundy.
1. Good Life – 3:45

## Formazione

### Musicisti
- G-Eazy – voce
- Kehlani – voce

### Produzione
- Infamous – produzione
- Ben Billions – produzione
- Vlad Filatov – produzione
- DJ Frank E – produzione

## Classifiche

### Classifiche settimanali
| Classifica (2017) | Posizione massima |
| ----------------- | ----------------- |
| Australia         | 23                |
| Austria           | 16                |
| Belgio (Fiandre)  | 53                |
| Belgio (Vallonia) | 57                |
| Canada            | 53                |
| Danimarca         | 27                |
| Filippine         | 45                |
| Francia           | 69                |
| Germania          | 15                |
| Giappone          | 15                |
| Irlanda           | 32                |
| Italia            | 52                |
| Malaysia          | 3                 |
| Norvegia          | 8                 |
| Nuova Zelanda     | 21                |
| Paesi Bassi       | 67                |
| Portogallo        | 27                |
| Regno Unito       | 53                |
| Repubblica Ceca   | 11                |
| Slovacchia        | 21                |
| Stati Uniti       | 59                |
| Svezia            | 53                |
| Svizzera          | 13                |

### Classifiche di fine anno
| Classifica (2017) | Posizione |
| ----------------- | --------- |
| Giappone          | 93        |
| Svizzera          | 90        |